# Soren Monkongtong
Soren Monkongtong (Brisbane, 31 maggio 1980) è un kickboxer, artista marziale e thaiboxer australiano.

## Biografia
Soren Monkongtong inizia ad allenarsi nella Muay Thai all'età di 13 anni; disputa il suo primo incontro a 15. Ha combattuto con molti personaggi importanti della Thai Boxe, come John Wayne Parr, Ben Burton, Jomhod, Orono Por MuangUbon, Eli Madigan, Bruce Macfie, Naruepol Fairtex e Warren Elson.

### Carriera
Nel 2007 ha partecipato al reality show The Contender Asia, dove è stato sconfitto ai quarti di finale da Džabar Askerov.

### Palmarès
- 2007 Campione Intercontinentale di Muaythai WMC Pesi Medi
- 2005 Campione del WMC Evolution Tournament
- 2004 Campione del WMC Evolution Tournament
- 2004 Campione dello Stadio di Chewang
- 2002 Campione WMC Super 8
- 2002 Campione Intercontinentale di Muaythai WMC Pesi Welter

Attualmente si sta allenando alla Eminent Air Gym, a Bangkok, ed è uno dei migliori thaiboxer in attività al mondo.
| Data       | Risultato | Avversario              | Evento e luogo                                      | Conclusione           | Round | Tempo |
| ---------- | --------- | ----------------------- | --------------------------------------------------- | --------------------- | ----- | ----- |
| 29/11/2009 | Si        | Bruce Macfie            | Evolution 19, Australia                             | Decisione             | 5     | 3:00  |
| 09/10/2009 | No        | Naruepol Fairtex        | Evolution 18, Melbourne, Australia                  | KO (high kick destro) | 1     | 2:59  |
| 04/04/2009 | Si        | Sean Wright             | Evolution 16, Australia                             | TKO                   | 5     |       |
| 16/03/2009 | No        | Kung Jak                | Ch 5 Thailand "WPMF World Title", Thailandia        | Decisione             | 5     | 3:00  |
| 07/12/2008 | Si        | Kim Khan Zaki           | Evolution 15, Australia                             | TKO                   | 2     | 1:45  |
| 06/11/2008 | Si        | Harchim                 | Hong Kong Contender", Hong Kong                     | TKO                   | 2     | 3:00  |
| 18/09/2008 | No        | Naruepol Fairtex        | REturn of "The Contenders", Singapore               | Decisione             | 5     | 3:00  |
| 31/08/2008 | Si        | Jo Pattayakombat        | Ch 7 Stadium, Thailandia                            | Decisione             | 5     |       |
| 2008       | No        | Jo Pattayakombat        | Ch 7 Stadium, Thailandia                            | Decisione             | 5     |       |
| 2008       | Si        | Sean Wright             | The Contender Finale, Singapore                     | Decisione             | 5     |       |
| 2008       | No        | Kung Jak                | Ch 7 Stadium", Thailandia                           | Decisione             | 5     |       |
| 02/04/2008 | No        | Džabar Askerov          | The Contender Asia, quarti di finale, Singapore     | KO                    | 1     |       |
| 13/02/2008 | Si        | Alain Sylvestre         | The Contender Asia, Singapore                       | TKO                   | 4     | 3:00  |
| 11/02/2008 | No        | Lertmongkon Sor Tarntip | Rajadamnern Stadium, Thailandia                     | Decisione             | 5     |       |
| 2007       | No        | Eli Madigan             | Evolution 12 "Cowboy to King", Brisbane, Australia  | KO                    | 3     |       |
| 2007       | Si        | Robert Por Cherdkiat    | Ch 7 Stadium, Thailandia                            | TKO                   | 4     |       |
| 2007       | Si        | Jomhod Kiatadisak       | Lumpinee Stadium, Thailandia                        | Decisione             | 5     |       |
| 2007       | Si        | Orono Por MuangUbon     | CHannel 7 Stadium, Thailandia                       | Decisione             | 5     |       |
| 2007       | Si        | Pepsi                   | Chewang stadium, Thailand                           | KO                    | 1     |       |
| 04/28/2007 | Si        | Tun Nee Lek Samui       | Evolution 11, Brisbane                              | KO                    | 2     |       |
| 04/28/2007 | Si        | Andrey Mishin           | Evolution 10, Brisbane                              | KO                    | 2     |       |
| 25/11/2006 | Si        | Pet Tuk Sin             | Evolution 9, "reveng or Repeat" Brisbane, Australia | TKO                   | 4     |       |
| 09/16/2006 | No        | John Wayne Parr         | Evolution 8 "Final Count Down", Brisbane, Australia | KO                    | 4     |       |
| 04/05/2006 | No        | Toshiyuki Kinami        | K-1 World MAX 2006 World Tournament Open, Giappone  | Decisione             | 5     |       |
| 08/06/2006 | No        | Cedric MULLER           | NEW CALEDONIA                                       | Decisionee            | 5     |       |
| 2006       | No        | Vuttichai Jeansiri      | Brute Force 7, Melbourne                            | Decisionee            | 5     |       |
| 18/12/2005 | pareggio  | Akeomi Nitta            | Titans 3, Australia                                 | DRAW                  | 5     |       |
| 2005       | Si        | Ahmed Saadi             | Evolution 6, Brisbane, Australia                    | KO (elbow)            | 2     |       |
| 2005       | No        | Warren Elson            | Evolution 5, Brisbane, Australia                    | Decisionee            | 5     |       |
| 2005       | Si        | Ngakau Spain            | Evolution 5, Brisbane, Australia                    | KO                    | 2     |       |
| 08/06/2005 | Si        | Andrew Keogh            | Prophecy Muay Thai, Australia                       | Decisionee            | 5     |       |
| 06/25/2005 | Si        | Wimberdon Soonkilawaket | K-1 Challenge 2005 Xplosion X                       | Decisionee            | 3     |       |
| 3/30/2005  | Si        | Masanaki Nagai          | Evolution 4, Brisbane, Australia                    | KO                    | 1     |       |
| 12/04/2004 | Si        | Yo Thai                 | Evolution 3, Brisbane, Australia                    | Decisionee            | 5     |       |
| 2004       | Si        | Ben Burton              | Evolution 2 ", Brisbane, Australia                  | Decisione             | 5     |       |
| 2004       | Si        | luengo contreras        | Evolution 1, Brisbane, Australia                    | KO                    | 1     |       |
| 06/22/2004 | No        | Ben Burton              | Boonchu Cip, Gold Coast, Australia                  | Decisionee            | 5     |       |
| 10/23/2003 | Si        | Andrew Keogh            | waging war, Australia                               | Decisionee            | 5     |       |
| 06/22/2003 | Si        | Santi Udomchai          | Thailand                                            | Decisionee            | 5     |       |
| 2003       | No        | Bruce Macfie            | NTG Fight Night, Brisbane, Australia                | Decisionee            | 5     |       |
| 2003       | No        | Den Phorjet             | Australia                                           | Decisionee            | 5     |       |
| 05/17/2003 | Si        | Darren Reece            | Perth, Australia                                    | Decisionee            | 5     |       |
| 04/26/2002 | Si        | Kurt Finlayson          | SB Promotions: finale, Australia                    | Decisionee            | 5     |       |
| 04/26/2002 | Si        | Supachai                | SB Promotions: semifinale, Australia                | Decisionee            | 5     |       |
| 08/26/2002 | Si        | Collier                 | SB Promotions: quarti di finale, Australia          | Decisionee            | 5     |       |
| 04/26/2002 | Si        | Khalid Ahmed            | Perth, Australia                                    | KO                    |       |       |